# Nipahvirus
Nipahvirus med det videnskabelige navn Nipah henipavirus, NiV, er en RNA-virus i virusslægten Henipavirus i virusfamilien Paramyxoviridae, der overføres fra dyr gennem forurenet mad eller direkte fra person til person. En nipahvirusinfektion forårsager en række sygdomme fra asymptomatisk dvs. subklinisk infektion til akut luftvejssygdom og dødelig encefalitis (hjernebetændelse).  Nipahvirus forårsager også alvorlige sygdomme hos svin og andre dyr, hvilket resulterer i betydelige økonomiske tab for landmændene.
Nipahvirus er ikke blevet konstateret i Danmark.
Men selvom nipahvirus kun har forårsaget nogle få kendte sygdomsudbrud i Asien, Australien og Afrika,
anses nipahvirus for at kunne blive årsag til den næste pandemi efter coronaviruspandemien.

## Biokemi
Nipahvirus er virus med en membrankappe (en. envelope) indeholdende et genom af negativt polariseret, enkeltstrenget RNA med omkring 18 kilobaser, der koder for ni proteiner.

## Sygdomsudbrud
De første tilfælde af Nipah-virusinfektion blev identificeret i 1998, da et sygdomsudbrud på svinefarme i Vestmalaysia forårsagede 265 menneskelige tilfælde og 108 dødsfald. Selve virussen blev isoleret det følgende år i 1999.
Ved efterfølgende udbrud i Bangladesh og Indien skyldtes de fleste tilfælde forurening af frugt eller frugtprodukter som rå dadelpalmejuice med urin eller spyt fra inficerede frugtflagermus.
Infektion med nipahvirus kan forårsage hjernebetændelse som kan give hjerneskade eller medføre døden.